# WATWING
WATWING（ワトウィン）是日本的六人男子舞蹈與歌唱團體，所屬經紀公司為HORIPRO。
於2019年6月23日由從HORIPRO舉行的選秀比賽「Star Boys Audition」中脫穎而出之合格者所組成，並於2021年9月22日以「Take Off」從TOY'S FACTORY正式主流出道。是HORIPRO旗下首個男性舞蹈與歌唱團體。
於2024年11月10日在「WATWING LIVE TOUR 2024 - Get Em Back - at 幕張MESSE」的演唱會中宣布將移籍至Avex旗下，並推出新品牌＋WHAX （讀作Plus Whax），於2025年推出新EP「uNi」。

## 團體發展
由「WHAT=WAT」和「WING」組成，意味著「不管別人怎麼說，堅持我們的夢想、展開我們的翅膀。」的象徵與期待。
- 2019年11月，團體由通過HORIPRO主辦的「Star Boys Audition」最終合格者組成。
- 2020年1月15日，以 Only One Life進行數位配信出道。
- 2020年7月15日，發行 forWard，進行獨立出道。
- 2021年9月22日，發行 Take off，在TOY'S FACTORY旗下完成正式主流出道。
- 2025年3月26日，發行 uNi，並將樂曲廠牌轉移至Avex旗下的新品牌＋WHAX。

## 外部連結

### 其他平台
- WATWING Official Site - 官方網站
- WATWING | TOY'S FACTORY - 唱片公司官方網站
- 官方粉絲俱樂部「W HOME」
- WATWING LINE BLOG（2020年3月5日停止更新）
- Twitter
  - WATWING (@watwing_info) - X - 官方Twitter
  - 髙橋颯 (@fu_takahashi05) - X
  - 桑山隆太 (@ryuta_kuwayama) - X
  - 福澤希空 (@noakyon2525) - X
  - 八村倫太郎 (@Rintaro_watwing) - X
- Instagram
  - WATWING (@watwing_official) - Instagram-官方Instagram
  - 髙橋颯 (@fu_takahashi_official) - Instagram
  - 鈴木曉 (@asahi_watwing) - Instagram
  - 桑山隆太 (@ryutakuwayama_watwing) - Instagram
  - 福澤希空 (@noa_watwing) - Instagram
  - 古幡亮 (@ryo_watwing) - Instagram
  - 八村倫太郎 (@rintaro_watwing) - Instagram
- TikTok國際版
  - WATWING (@watwing_official) - TikTok - 官方TikTok
  - 桑山隆太 (@ryuta_kuwayama) - TikTok
  - 古幡亮 (@ryoryodafunky) - TikTok
  - 八村倫太郎 (@rintaro_hachimura) - TikTok
  - 鈴木曉 (@watwing_asahi) - TikTok
  - 髙橋颯 (@fu_takahashi58) - TikTok

- YouTube
  - WATWING official - YouTube頻道
  - WATWING綜藝節目「衝吧！WATWING」

- 微博
  - WATWING - 官方微博
- 嗶哩嗶哩
  - WATWING_official - 官方嗶哩嗶哩
- 抖音
  - WATWING_official - 官方抖音
  - 八村伦太郎 - 抖音